# Комано-Терме
Комано-Терме (італ. Comano Terme) — муніципалітет в Італії, у регіоні Трентіно-Альто-Адідже,  провінція Тренто. Муніципалітет існує з 1 січня 2010 року, в результаті об'єднання муніципалітетів Бледжо-Інферіоре і Ломазо.
Комано-Терме розташоване на відстані близько 480 км на північ від Рима, 20 км на захід від Тренто.
Населення — 2971 особа (2014).

## Демографія
Станом на 31 грудня 2014 року в муніципалітеті офіційно проживало 413 іноземців з 26 країн, серед них 96 громадян країн Євросоюзу та 5 громадян України.

## Сусідні муніципалітети
- Арко
- Бледжо-Суперіоре
- Боченаго
- Дро
- Ф'яве
- Джустіно
- Массімено
- Раголі
- Сан-Лоренцо-Дорсіно
- Стеніко
- Тенно
- Тіоне-ді-Тренто